# Maroilles, Nord

Maroilles este o comună în departamentul Nord, Franța. În 1 ianuarie 2022 avea o populație de 1.445 de locuitori.